# Maria do Céu
Maria do Céu Lopes da Silva Federer (* 1957 auf Atauro, Portugiesisch-Timor) ist eine osttimoresische Entwicklungshelferin und Politikerin.

## Leben
Céu wuchs in Osttimor während der indonesischen Besatzung auf und studierte in Jakarta. Ihr Vater war Anwalt und Journalist, der aus der portugiesischen Kolonie São Tomé und Príncipe verbannt wurde. Ihre eigene Familie gründete sie in Australien, wechselte aber immer wieder zwischen Australien und Osttimor, während sie für den osttimoresischen Widerstand arbeitete. In den 1990er-Jahren gründete Céu mit ihrem Mann, dem chilenischen Diplomaten Juan Federer das East Timor International Support Centre in Darwin.
1998 war Céu Mitgründerin der Hilfsorganisation Timor Aid und kehrte 1999 nach Osttimor zurück. Nachdem sie wieder einige Zeit in Darwin lebte, arbeitet sie heute als politischer Beamter für die australische Botschaft in Dili. 2004/2005 war sie Präsidentin der Comissão Nacional de Eleições.
Céu trat bei den Präsidentschaftswahlen in Osttimor 2012 als Kandidatin an und wurde bei den Wahlen mit 0,40 % der Stimmen Vorletzte.

## Sonstiges
Céu spricht sechs Sprachen: Portugiesisch, Spanisch, Englisch, Bahasa Indonesia, Tetum und Französisch. Als Jugendliche erhielt sie Lateinunterricht von Rogério Lobato, der ebenfalls 2012 bei den Präsidentschaftswahlen antrat.
2009 erhielt sie die Insígnia der Ordem de Timor-Leste.